# Kachhauna Patseni
Kachhauna Patseni é uma cidade e uma nagar panchayat no distrito de Hardoi, no estado indiano de Uttar Pradesh.

## Demografia
Segundo o censo de 2001, Kachhauna Patseni tinha uma população de 13,504 habitantes. Os indivíduos do sexo masculino constituem 54% da população e os do sexo feminino 46%. Kachhauna Patseni tem uma taxa de literacia de 61%, superior à média nacional de 59.5%: a literacia no sexo masculino é de 69% e no sexo feminino é de 52%. Em Kachhauna Patseni, 17% da população está abaixo dos 6 anos de idade.